# Neucentropus japonicus
Neucentropus japonicus är en nattsländeart som först beskrevs av Tsuda 1942.  Neucentropus japonicus ingår i släktet Neucentropus och familjen fångstnätnattsländor. Inga underarter finns listade i Catalogue of Life.